# Ровненска област
Ровненска област (на украински: Рівненська область) е една от 24-те области на Украйна. Площ 20 051 km² (21-во място по големина в Украйна, 3,32% от нейната площ). Население на 1 януари 2014 г. 1 159 259 души (19-о място по големина в Украйна, 2,54% от нейното население). Административен център град Ровно. Разстояние от Киев до Ровно 391 km.

## Историческа справка
Първото селище на днешната територия на Ровненска област признато за град през 1498 г. е Дубно, който да първи път се споменава в летописните източници през 1100 г. През 1795 г. за град е признато селището Острог (основано през 9 век, вторично преобразувано в град през 1940 г.), а през 1797 г. – Ровно, първите сведения за който датират от 1282 г. Най-младият град в областта е Березно признат през 2000 г. по времето на независима Украйна. Ровненска област е образувана на 4 декември 1939 г., след окупирането от СССР на източните полски територии.

## Географска характеристика
Ровненска област е разположена северозападна част на Украйна. На север граничи – с Беларус, на изток – с Житомирска област, на юг – с Хмелницка и Тернополска област, на югозапад – с Лвовска област и на запад – с Волинска област. В тези си граници заема площ от 20 051 km² (21-во място по големина в Украйна, 3,32% от нейната площ) Дължина от север на юг 215 km, ширина от запад на изток 186 km.
Релефът на областта представлява основно хълмиста равнина, плавно понижаваща се от юг на север. Северната част на областта влиза в пределите на Полеската низина, а южната и източната част е заета от Волинското възвишение, повърхнината на което е силно разчленена от дълбоки речни долини и оврази и слабо хълмисти вододели. От своя страна обширното Волинско възвишение се поделя на отделни обособени плата (Острожко, Ровненско, Пелчанско и др.) с максимална височина 342 m (50°21′37″ с. ш. 25°52′42″ и. д. / 50.360278° с. ш. 25.878333° и. д., североизточно от село Иваничи в Дубненски район).
Климатът е умерено континентален с мека зима и топло лято. Средна януарска температура -3,8 °C, средна юлска 18,5 °C. Годишна сума на валежите 560 – 620 mm. Продължителността на вегетационния период (минимална денонощна температура 5 °C) е около 200 денонощия.
Територията на Ровненска област изцяло попада във водосборния басейн на река Днепър. В крайната северозападна част на областта преминава малък участък от горното течение на река Припят (десен приток на Днепър). Нейните десни притоци Стир (с Иква), Горин (със Случ) и Ствига (с Моства) пресичат областта от юг на север в дълбоки долини. Реките Стир и Горин имат транспортно значение, а водите на останалите се използват основно за водоснабдяване. В Полеската низина има множество блата и езера (Нобел, Белое и др.).
В южните лесостепни райони на областта преобладават черноземните и сивите оподзолени почви, а в северната – ливадно-подзолистите (пясъчни и глинесто-песъчливи) и блатни почви. По речните тераси на реките Горин и Иква са развити подзолисти и глинесто-педъчливи почви. Горите заемат около 34% от територията на областта и са представени основно от бор, дъб, габър, клен, липа, бреза, осика, ела. В горите обитават вълк, лисица, дива свиня, лос, бурсук, норка, белка, хамстер и др., а в Клеванската гора (на запад от Ровно) се отглеждат зубри. Реките и езерата са богати на различни видови риби.

## Население
На 1 януари 2014 г. населението на ровненска област е наброявало 1 159 259 души (2,54% от населението на Украйна). Гъстота 57,82 души/km². Градско население 47,63%. Етническият състав е следният: украинци 95,9%, руснаци 22,57%, беларуси 1,01%, поляци 0,17% и др.

## Административно-териториално деление
В административно-териториално отношение Ровненска област се дели на 4 областни градски окръга, 16 административни района, 11 града, в т.ч. 4 града с областно подчинение и 7 града с районно подчинение и 16 селища от градски тип.
| Административна единица | Площ (km²) | Население (2017 г.) | Административен център | Население (2017 г.) | Разстояние до Ровно (в km) | Други градове и сгт с районно подчинение |
| ----------------------- | ---------- | ------------------- | ---------------------- | ------------------- | -------------------------- | ---------------------------------------- |
| Областен градски окръг  |            |                     |                        |                     |                            |                                          |
| 1. Вараш                | 11         | 42 393              | гр. Вараш              | 42 393              | 157                        |                                          |
| 2. Дубно                | 27         | 37 545              | гр. Дубно              | 37 545              | 46                         |                                          |
| 3. Острог               | 11         | 215 415             | гр. Острог             | 15 415              | 57                         |                                          |
| 4. Ровно                | 63         | 246 216             | гр. Ровно              | 246 216             | -                          |                                          |
| Административен район   |            |                     |                        |                     |                            |                                          |
| 1. Березновски          | 1710       | 64 031              | гр. Березно            | 13 284              | 66                         | Сосновое                                 |
| 2. Владимирецки         | 1940       | 65 047              | сгт Владимирец         | 9300                | 124                        | Рафаловка                                |
| 3. Гошчански            | 690        | 35 190              | сгт Гошча              | 5343                | 33                         |                                          |
| 4. Демидовски           | 377        | 14 525              | сгт Демидовка          | 2554                | 75                         |                                          |
| 5. Дубненски            | 1200       | 45 562              | гр. Дубно              |                     | 40                         | Смига                                    |
| 6. Дубровицки           | 1820       | 47 830              | гр. Дубровица          | 9424                | 126                        |                                          |
| 7. Заречненски          | 1442       | 35 298              | сгт Заречное           | 7317                | 190                        |                                          |
| 8. Здолбуновски         | 659        | 56 987              | гр. Здолбунов          | 24 766              | 12                         | Мизоч                                    |
| 9. Корецки              | 720        | 33 543              | гр. Корец              | 7055                | 66                         |                                          |
| 10. Костополски         | 1496       | 64 351              | гр. Костопол           | 31 306              | 35                         |                                          |
| 11. Млиновски           | 945        | 37 579              | сгт Млинов             | 8256                | 53                         |                                          |
| 12. Острожки            | 693        | 28 536              | гр. Острог             |                     | 57                         |                                          |
| 13. Радивиловски        | 745        | 37 212              | гр. Радивилов          | 10 491              | 100                        |                                          |
| 14. Ровненски           | 1175       | 92 142              | гр. Ровно              |                     | -                          | Квасилов, Клеван, Оржев                  |
| 15. Рокитновски         | 2350       | 57 251              | сгт Рокитное           | 6787                | 135                        | Томашгород                               |
| 16. Сарненски           | 1970       | 104 155             | гр. Сарни              | 29 205              | 92                         | Клесов, Степан                           |